# Robert Coverdale
Robert Coverdale (16 tháng 1 năm 1892 – 7 tháng 1 năm 1959) là một cầu thủ bóng đá người Anh thi đấu ở vị trí wing half.